# Фицджеральд, Джеральд, 5-й герцог Лейнстер
Джеральд Фитцджеральд (англ. Gerald FitzGerald, 5th Duke of Leinster; 16 августа 1851 — 1 декабря 1893) — ирландский аристократ, 5-й герцог Лейнстер (1887—1893), пэр Ирландии.
Его титулы: 5-й герцог Лейнстер (с 1887), 5-й маркиз Килдэр (с 1887), 10-й барон Оффали (с 1887), 24-й граф Килдэр (с 1887), 5-й граф Оффали (с 1887), 5-й виконт Лейнстер из Таплоу (графство Бакингемшир) (с 1887) и 2-й барон Килдэр из Килдэра (графство Килдэр) (с 1887) .

## Биография
Джеральд Фицджеральд родился в Дублине 16 августа 1851 года. Старший сын Чарльза Фицджеральда, 4-го герцога Лейнстера (1819—1887), и леди Кэролайн Сазерленд-Левесон-Гоуэр (1827—1887).
10 февраля 1887 года после смерти своего отца Джеральд стал 5-м герцогом Лейнстером, унаследовав родовые титулы и владения.
В 1888 году новый герцог Лейнстер стал членом Тайного совета Ирландии. Также он занимал должность лорда-лейтенанта графства Килдэр с 1892 по 1893 год.
Джеральд Фицджеральд женился на леди Гермионе Вильгельмине Данкомб (30 марта 1864 — 19 марта 1895), дочери Уильяма Данкомба, 1-го графа Февершема (1829—1915). Свадьба состоялась 17 января 1884 года в Лондоне. Леди Гермиона скончалась от чахотки в возрасте 30 лет.
Супруги имели в браке четырех детей:
- Дочь (1885 — 5 февраля 1886)
- Морис Фицджеральд, 6-й герцог Лейнстер (1 марта 1887 — 4 февраля 1922)
- Майор Лорд Десмонд Фицджеральд (21 сентября 1888 — 3 марта 1916), погиб во время Первой мировой войны[2][3][4][5][6]
- Эдвард Фицджеральд, 7-й герцог Лейнстер (6 мая 1892 — 8 марта 1976). Вероятно, что его биологическим отцом был не Джеральд Фицджеральд, а Хьюго Ричард Чартерис, 11-й граф Уэмисс[7].

Джеральд Фицджеральд скончался от брюшного тифа 1 декабря 1893 года. Он был коллекционером марок. Свою коллекцию (около 10 тысяч марок) он завещал Дублинскому музею науки и искусства. Коллекция включает так называемую почтовую марку-перевёртка «Перевернутый лебедь», который он завещал переворачивать, как только наступает дата, когда он унаследовал владения герцогов Лейнстер.